# Saccolaimus
Saccolaimus är ett släkte av insektsätande småfladdermöss som ingår i familjen frisvansade fladdermöss (Emballonuridae).
Arterna är nära besläktade med gravfladdermöss (Taphozous) och båda släkten sammanfattas ofta i underfamiljen Taphozoinae.
Släktet har ett stort utbredningsområde från Afrika över södra Asien till Australien.

## Taxonomi
Kladogram enligt Catalogue of Life:
| Saccolaimus | \| \| Saccolaimus flaviventris \| \| \| \| \| \| Saccolaimus mixtus \| \| \| \| \| \| Saccolaimus peli \| \| \| \| \| \| Saccolaimus pluto \| \| \| \| \| \| Saccolaimus saccolaimus \| \| \| \| |
|             | \| \| Saccolaimus flaviventris \| \| \| \| \| \| Saccolaimus mixtus \| \| \| \| \| \| Saccolaimus peli \| \| \| \| \| \| Saccolaimus pluto \| \| \| \| \| \| Saccolaimus saccolaimus \| \| \| \| |
|             | Saccolaimus flaviventris |
|             | |
|             | Saccolaimus mixtus |
|             | |
|             | Saccolaimus peli |
|             | |
|             | Saccolaimus pluto |
|             | |
|             | Saccolaimus saccolaimus |
|             | |

Wilson & Reeder (2005) samt IUCN listar Saccoliamus pluto som underart till Saccolaimus saccolaimus.

## Utseende
Kroppslängden (huvud och bål) varierar mellan 11 och 16 cm för Saccolaimus peli och 7 till 10 cm för australiska arter. Svansen är hos den förstnämnda 2,7 till 3,6 cm lång och hos de andra 2 till 3,5 cm lång. Saccolaimus peli når en vikt av 90 till 105 gram medan de andra väger 30 till 60 gram. Pälsen har på ryggen en mörkröd till svart färg och buken är ljusare. Hos Saccolaimus saccolaimus förekommer vita fläckar på kroppen. På övre halsen finns ett hudveck liksom en påse. Däremot finns i motsats till hos närbesläktade fladdermöss ingen påse i flygmembranen.

## Ekologi
Individerna vilar på dagen gömda i den täta växtligheten, i grottor eller i trädens håligheter. Under natten flyger de längs skogens kanter och fångar nattfjärilar och skalbaggar. Beroende på art och population vilar de ensam eller i mindre flockar. Under flyget utstöter Saccolaimus peli och kanske andra arter av släktet höga skrik. Honor föder en unge per kull.

## Status
IUCN listar Saccolaimus mixtus med kunskapsbrist (DD) och de andra tre arterna som livskraftig (LC).